# Styrax limprichtii
Styrax limprichtii là một loài thực vật có hoa trong họ Bồ đề. Loài này được Lingelsh. & Borza miêu tả khoa học đầu tiên năm 1914.